# Atari Corporation
Pour un article plus général, voir Atari.
Atari Corporation (ou Atari Corp.) était une entreprise américaine qui exerçait son activité dans le domaine du développement, de la fabrication et de l'édition d'ordinateurs et de consoles de jeux vidéo, créée en 1984 et disparue en 1996. Atari Corp. est fondée en juillet 1984, lorsque Warner Communications, qui a racheté Atari Inc. à Nolan Bushnell en 1976, vend les divisions informatique domestique et jeu vidéo sur console à Jack Tramiel. Les principales productions de Atari Corporation sont les ordinateurs Atari ST, Atari XE, Atari 7800, et les consoles Lynx et Jaguar. En 1996, JTS Corporation rachète Atari Corp., débauche ses employés et liquide ses stocks. En 1998, JTS Corp. fait faillite, malgré l'apport de liquidités d'Atari Corp., et revend une grande partie de ses propriétés intellectuelles à Hasbro Interactive,.

## Historique

Logo de Atari Corporation.

### 1984: Le lancement
Le 2 juillet 1984, Warner Communications, alors propriétaire de Atari Inc., racheté à Nolan Bushnell en 1976, revend la division jeu vidéo de salon et la division informatique domestique à Jack Tramiel, fondateur du concurrent Commodore International qu'il vient de quitter. Warner Communications vend les actifs des divisions en questions pour 420 millions de dollars sur le long terme (pas de cash) à Tramel Technology Ltd, fondé le 17 mai 1984 par Tramiel. Warner Communications conserve la section arcade Atari Games, gardant l'exclusivité arcade, mais sans l'autorisation d'utiliser la marque Atari pour le commerce grand public. Lors de la transaction Warner Communications récupère 32 % des parts de Tramel Technology Ltd.
En juin 1984, Sam Tramiel, fils aîné de Jack Tramiel est nommé président, Jack Tramiel est nommé président du conseil d'administration. Le 11 juillet Tramel Technology Ltd est renommée Atari Corporation. Au mois de juillet, Tramiel débauche près de 700 employés ramenant l'entreprise Atari Corp. à près de 300 personnes. Au moment où Commodore International annonce le rachat de Amiga Corporation en juillet, Atari Corporation lance un procès contre Amiga, car un accord passé au mois de mars pour développer trois puces à circuit intégré pour Atari Corp., qui avait alors avancé 500 000 dollars, est annulé par Amiga peu de temps avant le rachat de Atari Corp. par Tramel Technology Ltd, Amiga remboursant l'argent en stipulant que les puces ne fonctionnaient pas. En 1984, Atari Corp. commercialise en Europe le 800Xl et les consoles Atari 2600 Jr et Atari 2600 JT.
Dès l'arrivée de Tramiel à la présidence, certains projets lancés à l’époque de Atari Inc. sont gelés. Atari Corporation s'appuie alors sur le stock existant de jeux vidéo et de consoles pour maintenir l'activité économique de la société, laissant à l'entreprise le temps de terminer le développement de son ordinateur 16 bits, l'Atari ST (et du TOS).

### 1985: Les ordinateurs personnels et consoles 2600 et 7800

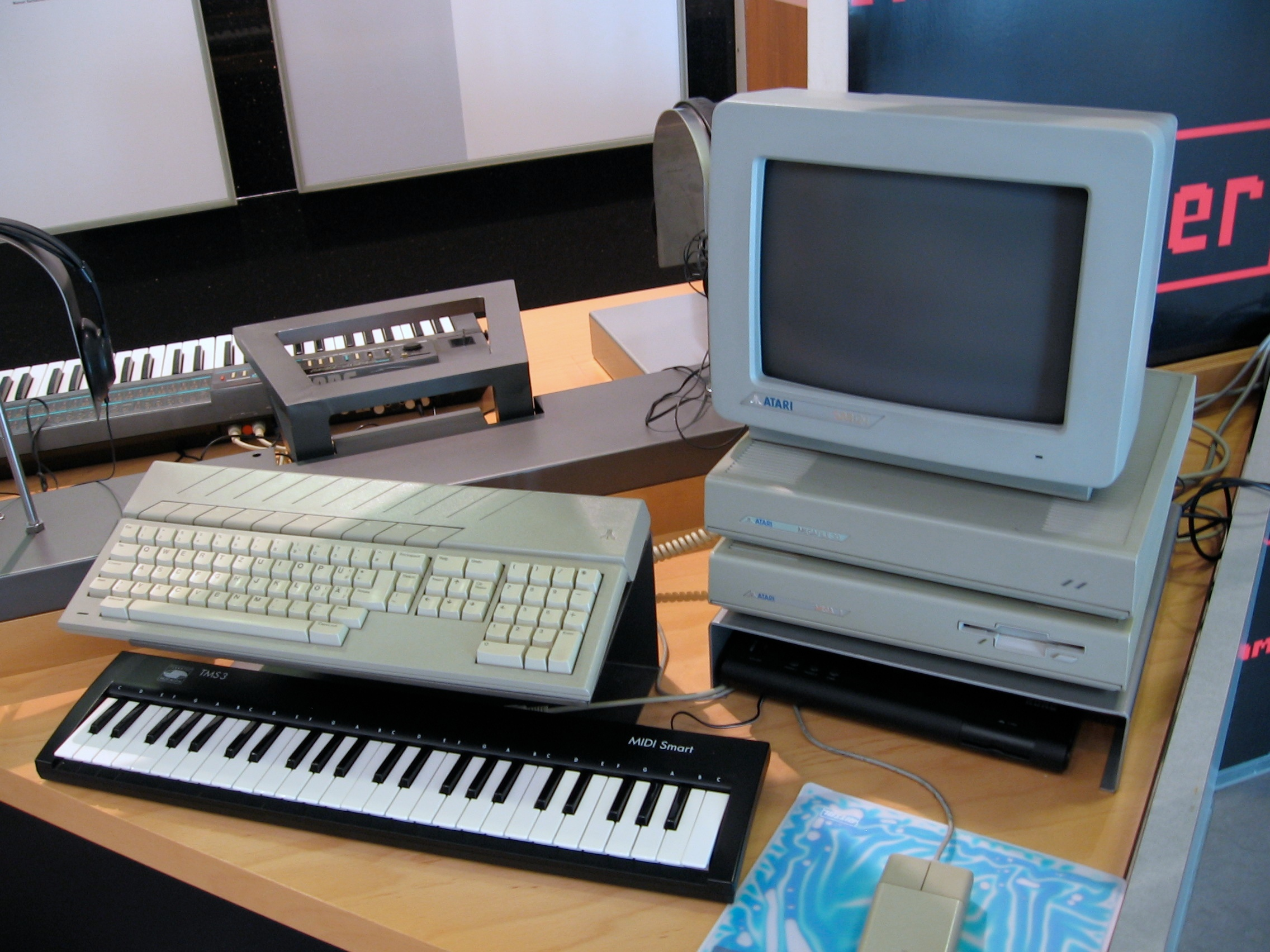
Atari ST

En 1985, Atari Corp. sort la mise à jour de la gamme d'ordinateur 8 bits, et commercialise également l'Atari ST. En 1986, Atari Corp. lance deux consoles conçues sous l'ère Warner Communications, l'Atari 2600 Jr et l'Atari 7800 qui a été peu produite en 1984. Coup gagnant pour Atari Corp. qui se relance, produisant un bénéfice de 25 millions de dollars cette année-là. La gamme Atari ST se révèle très efficace avec des ventes s'élevant au total à plus de 5 millions d'unités, surtout en Europe où le volume des ventes est plus important qu'aux États-Unis. Ses ports MIDI intégrés ont été particulièrement populaires auprès des musiciens. Pourtant, le Commodore Amiga qui est son plus proche concurrent sur le marché, représente 2 ordinateurs vendus sur 3[réf. nécessaire]. Atari corp. commercialise finalement une gamme de Compatible PC bon marché ainsi qu'un ordinateur portable sous MS-DOS appelé Atari Portfolio, le premier ordinateur portable compatible PC. Fin décembre, Atari Corp. a vendu 100 000 Atari ST (dont 50 000 aux États-Unis), et plus de 1 million de Atari 2600 dans le monde. Tout au long de son histoire Atari Corp. fabrique et commercialise toute une série d'accessoires et de périphériques externes pour ses ordinateurs et ses consoles.
Début mars 1986, Atari commercialise le 1040 ST avec écran couleur, ou monochrome. Un grand nombre de cartouches pour Atari 7800 sont produites par General Computer comme Pole Position II, Asteroids, Centipede, Dig Dug, Food Fight, Galaga, Joust, Ms. Pac-Man), Robotron: 2084, et Xevious  en mai. En juin, d'autres jeux pour 7800 sortent comme Choplifter, Karateka de Brøderbund, Impossible Mission de Epyx ou encore Skyfox de Electronic Arts. À la fin de l'année, Atari sort d'autres versions du ST dont le 2080 ST et le 4160 ST. Le 18 septembre 1986, Atari Corp. annonce sa cotation en bourse avec une mise à prix de ses actions de 11,50 de dollars à 13,50 dollars. Le 7 novembre, Atari Corp. vend 4,5 millions d'actions à 11,25 de dollars chacune. Jack Tramiel et ses associés gardent 42 % des parts, restant majoritaires. Comme prévu le 29 août 1986, Warner Communications Inc., reprend 7 100 000 des parts, soit à peu près 22 % de la société, et reçoit également environ 36,1 millions de dollars.
Le 15 février 1987, Atari Corp. met sur le marché la console Atari XE. En mai, des jeux paraissent pour 2600, 7800, et XE, comme Flight Simulator II, RealSports Boxing, Super Baseball, Super Football, Crossbow par Exidy ou  David's Midnight Magic de Brøderbund. Le 4 octobre 1987, Atari Corporation achète une chaine de magasins revendeurs d'électronique composée de 91 points de vente en Californie, en Arizona, au Texas et au Kansas, pour 67,3 millions de dollars afin de posséder ses propres espaces de vente. Atari Corporation découvre rapidement que les problèmes financiers de Federated Group étaient bien pires que ce qu'ils avaient cru. Pendant ce temps, le FBI enquête sur Atari Corporation au sujet de la revente des puces japonaise DRAM aux États-Unis, « en violation des lois américaines sur les importations et contrairement à importer des accords ». Federated Group est finalement revendu à Silo, Inc. en 1989, un détaillant de produits électroniques de Philadelphie possédant déjà dix points de vente à San Diego. À partir de l'été, une ligne de calculatrices appelée ExecuCard, DB, CC, ST et DMP, portant la marque Atari, est produite et commercialisée par le biais de Hartech USA, Ltd., filiale de Hartech Ltd. (Hong Kong),. Le 19 juin 1987, une scission en deux des actions 'Atari Corp. est effectuée, Warner Communications Inc. alors 14 200 000 de parts.
Le 23 octobre 1987, Nintendo requiert une injonction préliminaire à l'encontre de Atari Corp. en regard à des publicités comparatives trompeuses et fausses. La première annonce que la console XE permet de jouer à des centaines de jeux alors que la NES de Nintendo ne compte que 80 jeux. Nintendo prétend que cela n'est pas vrai et qu'Atari Corp. a gonflé sa liste de jeux, avec des jeux anciens et très difficiles à dénicher. La seconde publicité annonce que la console XE utilise des supports cartouche et disquette, tandis que la Nintendo NES n'utilise seulement que des cartouches. Nintendo prétend que le lecteur n'est pas inclus dans la console et qu'il est vendu séparément, tout en étant rare et très difficilement trouvable. Le 15 décembre un juge californien déboute Nintendo, qualifiant les publicités Atari légales. Au cours de l'année, Atari Corp. met en vente également les ordinateurs Mega ST, le PC1 et le PC2, ainsi que le T-800 (Abaq), plus-tard appelé Atari Transputer Workstation.

Logo de Atari Computer

Début mars 1988, Atari Corp. compte près de 4100 employés. Le 9 mars, la filiale Atari Corp. (Deutschland) GmbH est renommée Atari Computer GmbH. Le 19 avril, Atari Corp. annonce la création de sa filiale Atari Computer Corp. (filiale de Atari Corp.) intégrant la division ordinateur de Atari Corp.. Le 14 mars Atari Corp. porte plainte à la cour de San Jose contre Micron avec qui elle a passé un accord oral pour 3 millions de puces à 3,75 dollars pièce. Atari Corp. réclame des dommages et intérêts non-précisés lors de la plainte, en précisant que Micron a rompu l'accord en réclamant un prix à l'unité des puces plus important . Au mois de juin, Atari Corp. dévoile 44 cartouches 2600, 7800 et ST. Le 14 juin, Atari Corp. annonce avoir trouvé une entente avec Micron dont les conditions générales n'ont pas été divulguées. Le 26 août 1986, Atari Corp dépose une plainte à la cour de San-Jose contre Wilfred Schwart, ancien président et principal actionnaire de Federated Group, prétextant qu'Atari Corp. a été trompé d'un montant de 43 millions de dollars sur la valeur des actifs de la société Federated Group Inc. lors du rachat en 1987.
Le 17 octobre 1988, Warner Communications Inc. représenté par ses filiales AIL Holdings Limited, AIL Ireland Limited, Atari International Hong Kong Ltd. (AIHK) et WEA Musik Neue Medien et Elektronik GmbH (WEA Musik) approuve le transfert de leurs 14 200 000 parts dans Atari Holdings, Inc.. Le 13 décembre Warner Communications Inc. confie les 14 200 000 actions ordinaires de Atari Corp. à Warner Communications Investors, Inc.. Au cours de l'année Atari Corp. publie également l'ordinateur PC3.
Le 4 janvier 1989, Atari Corp. et Hartech Ltd. annoncent conjointement l'arrêt de la licence concernant la marque Atari et la fabrication de calculatrices. Le 31 janvier, Atari Corp. dépose une plainte avec dommages et intérêts s'élevant à 250 millions de dollars à la cour de San Jose contre Nintendo Co. Ltd et sa filiale américaine Nintendo of America, Inc., en déclarant que « les développeurs sont confrontés au choix entre la vente de jeux uniquement pour les clients de Nintendo ou de ne pas vendre ». Les contrats liants les développeurs licenciés et Nintendo stipulent que les jeux sortis sur plate-forme Nintendo resteront exclusifs à la console pendant deux ans minimum. Par conséquent, Atari Corp. déclare que les créateurs de jeux, pleinement conscients de la position forte de Nintendo sur le marché, souffrent de coercition de la part de Nintendo, ce qui ne permet pas à Atari Corp. et à d'autres fabricants de consoles de jeux vidéo, d'obtenir plusieurs jeux populaires pour leurs propres systèmes. Le procès s'est tenu le 11 février 1992. Début mars 1989, Atari Corp. compte près de 1800 employés. Le 4 mars, Time Inc. et Warner Communications Inc. (WCI) annoncent leur fusion éventuelle, Time devenant majoritaire. En avril 1989, Atari dévoile sa gamme Atari ST Stacy. En mai, Atari Corp. se joint à Atari Games et sa filiale Tengen au sujet d'une plainte contre Nintendo.
En juin 1989, Atari Corp. s'associe avec John Mathieson et Martin Brennan (précédemment associés dans Flare Technology, pour créer Flare II Ltd., détenue à 80 % par Atari Corp., pour développer deux projets de consoles, le premier appelé Panther sera annulé par Atari Corp., le deuxième est la prochaine génération de console Atari, la future Jaguar. Parallèlement, le 24 juillet 1989 Time Inc. avec 59,3 % des actions de Warner Communications Inc. donne naissance à Time Warner Inc..

### 1989: L'échec Lynx

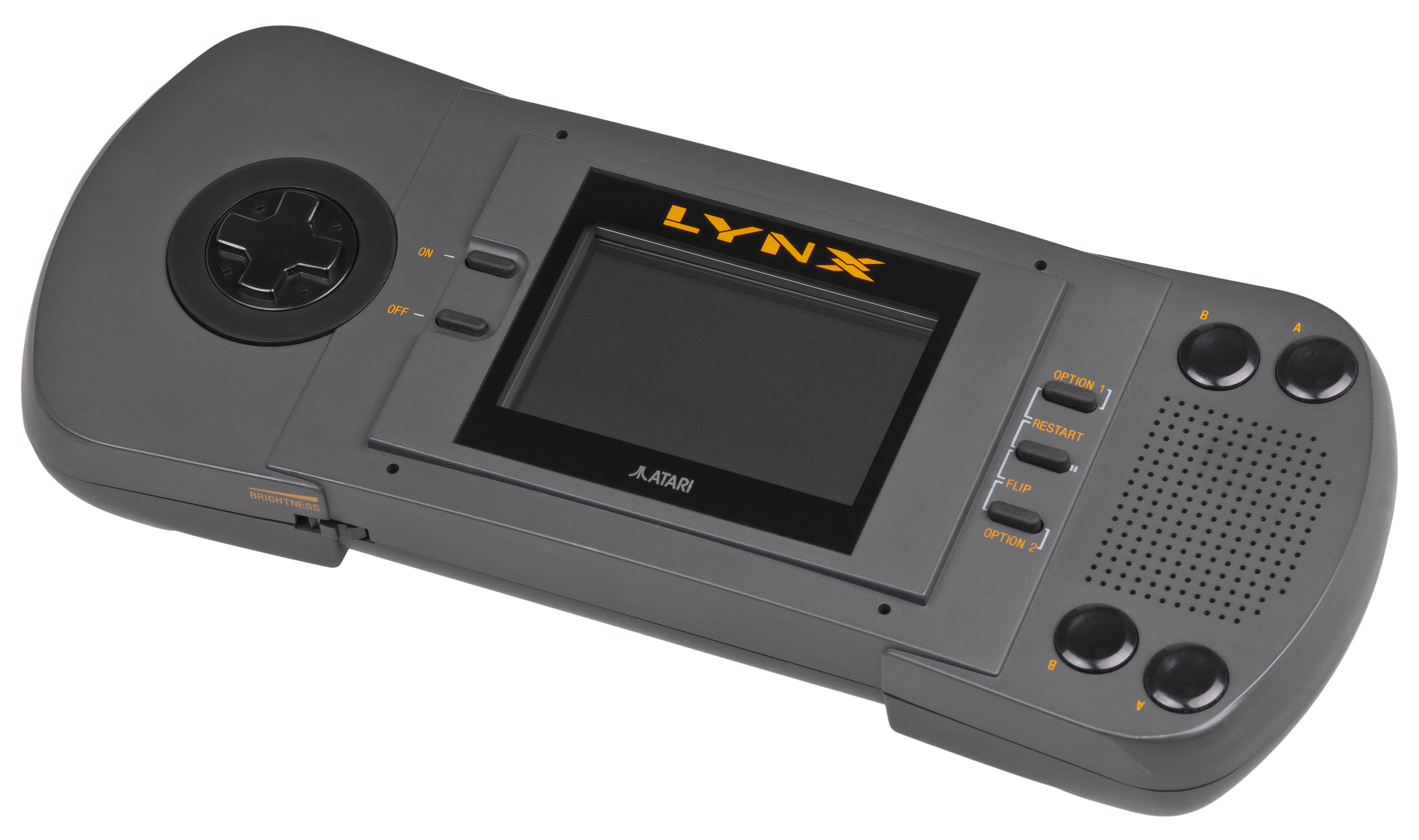
La Lynx

Le 21 novembre 1989 (dévoilée le 3 juin 1989), Atari Corp. lance également la Lynx, une console portable avec graphismes et écran couleur. À son arrivée, la console est acclamée par la critique. Cependant, une pénurie de pièces détachées empêche la distribution de la console à l'échelle nationale pour la période de Noël 1989. Par conséquent, la Lynx perd des parts de marché en faveur de la Game Boy, la console de Nintendo propose seulement un affichage monochrome, mais est alors largement disponible. Atari Corp. dévoile également la production en interne des calculatrices fabriquées à l’époque par Hartech, ainsi que des nouveaux modèles.
Le 7 décembre 1989, Atari Corp. dépose une plainte à la cour de Los Angeles contre Nintendo et PepsiCo, et demande 22 millions de dollars de dédommagement concernant une campagne publicitaire sur magazine concernant des publicités montrant la Game Boy de Nintendo avec un écran affichant une photo couleur de Super Mario buvant un Pepsi Cola vêtu d'un costume de Père Noël. Contrairement à la Lynx, l'écran de la Game Boy affiche en noir et blanc uniquement. Atari Corp. accuse « Nintendo et PepsiCo de s'être volontairement et délibérément engagés dans une campagne de publicité destinée à induire en erreur les acheteurs potentiels de la console. Le lendemain même, PepsiCo, acceptant l'idée que les publicités peuvent induire en erreur, trouve un accord partiel avec Atari Corp.. Pour éviter des poursuites éventuelles, PepsiCo décide de stopper la campagne de publicité, sauf pour les publicités sur le point d'être publiées dans la semaine (pour des raisons pratiques évidentes).
À partir de cette période les publications de jeux sur consoles XE, 2600 et 7800, et sur ordinateurs se raréfient énormément.
Parallèlement, le 10 janvier 1990, Warner Communications Inc. (WCI) devient entièrement une filiale de Time Warner Inc.. L'utilisation de la marque Warner Communications est arrêtée. Début mars 1990, Atari Corp. compte près de 1400 employés, mais durant le mois, environ 15 % des employés américains sont remerciés. Les derniers magasins Federated Group sont revendus, la filiale Atari Explorer Publications Corp. est stoppée, et le magazine Atari Explorer momentanément suspendu. En novembre 1990, Atari Corp. commercialise le Mega STE.
Le 21 janvier 1991, Atari (Canada) Corp. annonce une baisse de ses effectifs de 40 %, laissant la filiale canadienne Atari avec une vingtaine d'employés. Les deux premiers mois de l'année 1991 voient le retour du magazine Atari Explorer édité par Atari Corp. Début mars 1991, Atari Corp. compte près de 1250 employés.
En décembre 1991, Atari Corp. annonce l'arrêt de l'exploitation des consoles XE, 2600 et 7800. L'entreprise compte approximativement 500 employés. Le 23 décembre, Time Warner crée la filiale TW Investment Corp. et y-transfère ses 14 200 000 actions d'Atari Corp., alors détenues jusque-là par Warner Communications Investors, Inc..
Le 11 février 1992, la plainte lancée par Atari Corp. le 31 janvier 1989 passe devant la cour américaine de San Francisco. Le jury rend un verdict partiel le 1er mai au sujet du monopole et reconnait que Nintendo détient une position dominante aux États-Unis qui n'est pas illégale en soi, arguant qu'il n'a pas été prouvé que Nintendo ait tenté de monopoliser le marché illégalement. En s'appuyant sur le verdict du jury, le juge de district rejette la plainte. Atari Corporation déclare vouloir faire appel. Le 29 juin 1992, TW Investment Corp. subit une fusion-absorption dans Warner Communications Inc. (WCI) qui récupère les 14 200 000 actions d'Atari Corporation. Atari Corp. retire son appel le 1er mai en accord avec Nintendo qui abandonne les poursuites et les remboursements des frais de d'avocats.
En juillet 1992, Atari (Canada) Corp. est dissoute, les locaux servent de points de vente, et en août la production de Mega STE s'arrête. Le 21 août 1992, Atari Corp. commercialise le Falcon030. Face à la montée des compatibles PC, les ventes ne décollent pas et la production est stoppée dès la fin de l'année 1993. L'entreprise ferme le site de développement ST/TT/Falcon à Dallas. En mai 1992, Atari Corp. lance une version numérique de son journal Atari Explorer Online.
Au début de l'année 1993, la dernière édition du magazine Atari Explorer est publiée. En mars 1993, Garry Tramiel fils de Jack Tramiel devient président d'Atari Computer Corporation. Début mars 1993, Atari Corp. compte à peu près 270 employés au total.

### 1993: L'échec Jaguar

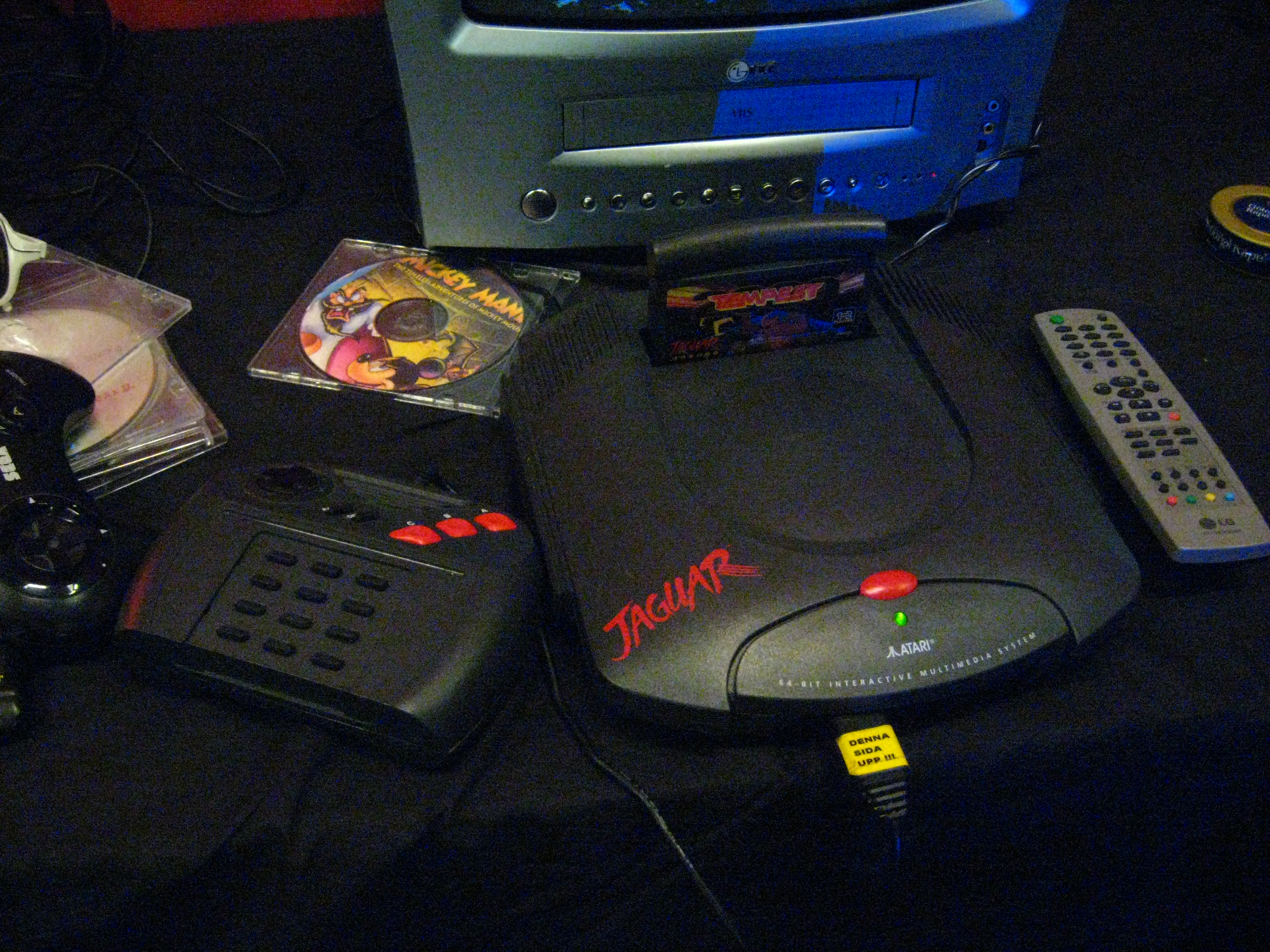
Jaguar

Le 28 juin 1993, Atari annonce un accord avec IBM pour construire la Jaguar dans une usine d'IBM à Charlotte en Caroline du Nord. Le 24 septembre 1993, Atari Corp. annonce une liste initiale de 20 développeurs de jeu licenciés pour la Jaguar. Le 19 octobre, Atari Corp. dépose plainte contre Sega of America, Inc déclarant que Sega a copié le brevet '114 appartenant à Atari Corp., Patent: U.S. Patent No. 4,445,114, "Apparatus for Scrolling a Video Display".
Le 4 novembre 1993, Atari Corp. commercialise sa dernière console, la Jaguar. Plusieurs jeux sortent, comme Cybermorph, Alien vs. Predator, Trevor McFur in the Crescent Galaxy, Bubsy in: Fractured Furry Tales, Raiden, Evolution: Dino Dudes, Trevor McFur in the Crescent Galaxy. En novembre 1993, la liste des développeurs sus licence s'élève à 35. Fin décembre, Atari Corp. compte à peu près 130 employés. Atari Games annonce l'exploitation de la console en arcade sous le nom de Cojag.
En mars 1994, Atari Computer GmbH (Germany) revend ses locaux. Après une période de succès à la suite de son lancement, la plate-forme ne réussit pas à répondre aux attentes. La Jaguar n'est pas aussi puissante que la PlayStation de Sony Computer Entertainment ou la Saturn de Sega, et Atari manque du soutien d'entreprises tierces que ses concurrents japonais avaient facilement obtenu pour leurs consoles.
Le 24 mars, Atari Corp. annonce qu'il offre 1,5 million de parts de son capital à Time Warner Inc. (via Warner Communications) à un prix de 8,50 dollars l'unité. Avant l’émission des nouvelles actions, il existait 57 223 862 de parts. L'entreprise a également trouvé un accord avec Nintendo of America, Inc. au sujet du litige concernant le brevet '114 appartenant à Atari Corp., Patent: U.S. Patent No. 4,445,114, "Apparatus for Scrolling a Video Display". Atari Corp. reçoit 2,2 millions de dollars en espèces par Nintendo, et en échange Atari Corp. accordera au cas par cas, une licence pour certains brevets Atari à Nintendo. Le 29 mars Atari Corp. offre à Atari Games 70 000 parts Atari Corp. en paiement de droits pour la publication par Atari Corp. de jeux d'arcade Atari Games sur Lynx (18 titres), ST (3 titres), 7800 (5 titres), et 2600 (1 titre) jusqu'au 31 décembre 1993. 58 793 862 actions ont été émises, Time Warner en détient 15 770 000 soit 26,8 %, et Atari Games 0,12 % du capital. Le 23 juin, le Jaguar CD, un périphérique permettant la lecture de jeux sur CD-ROM, est présenté. Time Warner Interactive passe un accord de licence avec Atari Corp. pour publier des jeux sur Jaguar le 12 juillet 1994. À l'automne, Atari Computer GmbH (Germany) fait faillite.
Le 26 septembre 1994, Atari Corp. conclu un accord avec Sega Enterprises Ltd concernant la violation du brevet '114 appartenant à Atari et reçoit de la part de Sega 69 800 000 de dollars, 40 millions de dollars provenant de la vente de 4 705 883 d'actions Sega à 8,50 dollars par action ; et 29,8 millions de dollars (50 millions de dollars net moins 20,2 millions de dollars de frais juridiques et de coûts associés) en échange de l'octroi d'une licence globale par Atari Corp. à Sega donnant accès à une bibliothèque de brevets Atari émis entre 1977 et 1984 (sauf certains des brevets Jaguar et Lynx d'Atari).
Le 21 novembre 1994, la Jaguar est distribuée au Japon. Le 14 décembre Atari Corp. et Time Warner annoncent conjointement le lancement du Full Service Network (FSN) un réseau de Time Warner Cable à Orlando en Floride, permettant de télécharger des jeux Jaguar, stockés sur les disques durs et installables à la demande des consommateurs sur leur console. Fin décembre 1994, Atari Corp. compte environ 100 employés.
En mars 1995, les filiales d'Atari Corporation restantes sont Atari (Benelux) B.V, Atari Corp. (U.K.) Ltd., Atari Computer Corporation. En 1995, quelques jeux sont publiés comme Mortal Kombat 3 sous licence Williams Entertainment. Lors du premier Electronic Entertainment Expo, Atari Corp. dévoile la Jaguar VR ainsi que quelques jeux, comme Tempest 2000, Battlemorph, Highlander: The Last of the MacLeods, Blue Lightning ou Demolition Man. Le 21 septembre, le Jaguar CD est commercialisé. Fin décembre 1995, Atari Corp. compte environ 70 employés.

Logo de la division Atari Interactive sous Atari Corporation.

Le 2 janvier 1996, Atari Corp. créé la division Atari Interactive pour distribuer des produits pour de sa gamme sur PC, elle sera plus tard rachetée par Hasbro Interactive et Infogrames qui en feront une filiale. Dès la fin du mois de janvier, Atari Corp. licencie 20 employés et ferme la toute nouvelle division Atari Interactive
Une série de poursuites réussies, suivies par des investissements rentables permettent à Atari Corporation de posséder des millions de dollars en banque, mais les échecs de la Lynx et de la Jaguar laissent Atari Corp. sans produits à vendre. De plus, Tramiel et sa famille (dès la création de Tramel Technology engage ses fils Sam, Leonard et Garry) désirent se retirer de l'industrie vidéoludique.

### 1996: Le rachat par JTS Corporation
Le 13 février 1996, JTS Corporation, un fabricant de disques durs, annonce un accord de fusion avec Atari Corporation, qui prévoit que JTS Corporation serait majoritaire et détiendrait la présidence. JTS Corporation avait beaucoup de stocks, mais engendrait peu de trésorerie. De son côté, Atari Corp. avait de l'argent, mais s'attendait à manquer de liquidité dans les deux ans. Début mars 1996, Atari Corp. compte environ 30 employés.
La fusion entre Atari Corp. et JTS Corporation est officialisée en juillet 1996.
Alors que JTS Corporation avait annoncé à quelques semaines de la fusion son intention de faire perdurer les deux marques, la majorité des employés d'Atari Corporation sont licenciés et le reste des stocks est vendu à des liquidateurs. Atari Corp. disparait en 1996.
Même avec l'injection de liquidités d'Atari Corp., JTS Corporation est rapidement à court d'argent. Le 23 février 1998, JTS Corporation vend les propriétés intellectuelles d'Atari Corporation à Hasbro Interactive (plus précisément à une de ses filiales nommée Hiac Xi Corporation) pour 5 millions de dollars en espèces. Plus tard cette année-là, le 11 décembre 1998 JTS Corporation dépose le bilan, la société est déclarée en faillite involontaire le 28 février 1999.

## Atari Explorer
De février 1985 à 1993, Atari publie un magazine officiel Atari appelé Atari Explorer produit et publié par Atari Explorer Publications Corp.. Atari Explorer n'est autre que le renommage du magazine officiel The Atari Connection lancé en 1981 par Atari Inc. Dès le mois d'août 1984, Atari Corp. prépare la publication d'un magazine mensuel, dans la même veine que le magazine officiel Atari Connection publié par Atari, Inc. du début de l'année 1981 jusqu'à l’été 1984. En mai 1992, Atari Corp. lance une version numérique de son journal Atari Explorer Online, il y aura plusieurs éditions.

## Filiales
- Atari Computer division (of Atari (U.S.) Corp.).
- Atari Explorer Publications Corp.
- Atari (Benelux) BV[23]
- Atari Computers Pty. Ltd.
- Atari Corp. (Deutschland) GmbH renommé Atari Computers GmbH
- Atari (Japan) Corp.
- Atari (Mexico) S.A. de C.V. Atari (Mexico) Fabricante S.A.
- Atari Corp. (Sverige)
- Allemagne
- Atari (Canada) Corp - Canada
- Atari Corp. (U.K.) Ltd. - Angleterre
- Ordenadores Atari SA - Espagne[24]
- Atari Italia S.p.A. - Italie[25]
- Atari Taiwan Manufacturing Corp.[26]
- Atari (Schweiz) AG[27]

## Ordinateurs personnels
- Atari 65XE, Atari 130XE
- Atari ST, Atari STE
- Atari Stacy, ST BOOK
- Atari MEGA ST, Atari MEGA STE
- Atari TT
- Atari Falcon
- Atari Transputer Workstation
- Atari Portfolio

## Console de jeux vidéo
- Atari 7800
- Atari 2600 JR
- Lynx
- Jaguar
- Jaguar CD
- XE Game System

## Liste de jeux
Les jeux publiés avant 1984 sont attribués à Atari Inc.

## Galerie visuelle

Ordinateurs
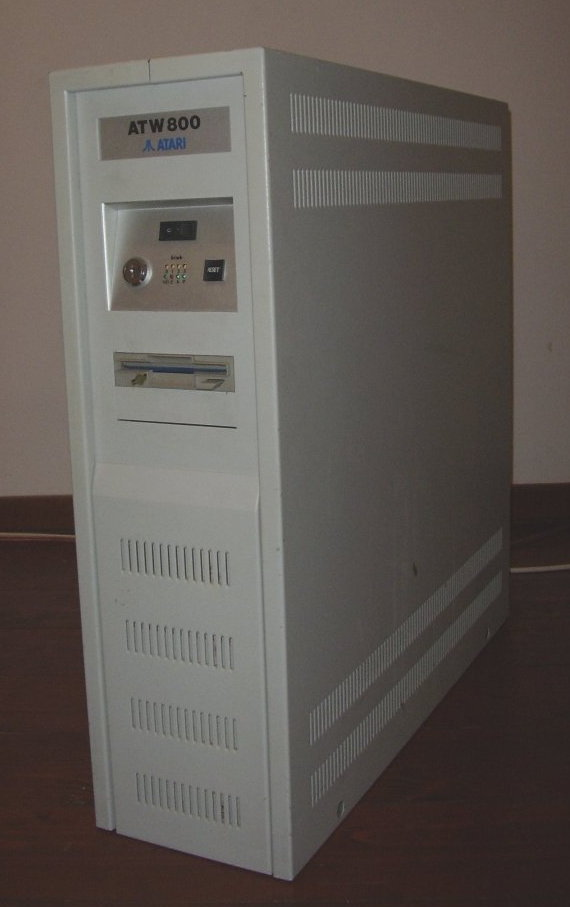
Atari Transputer Workstation
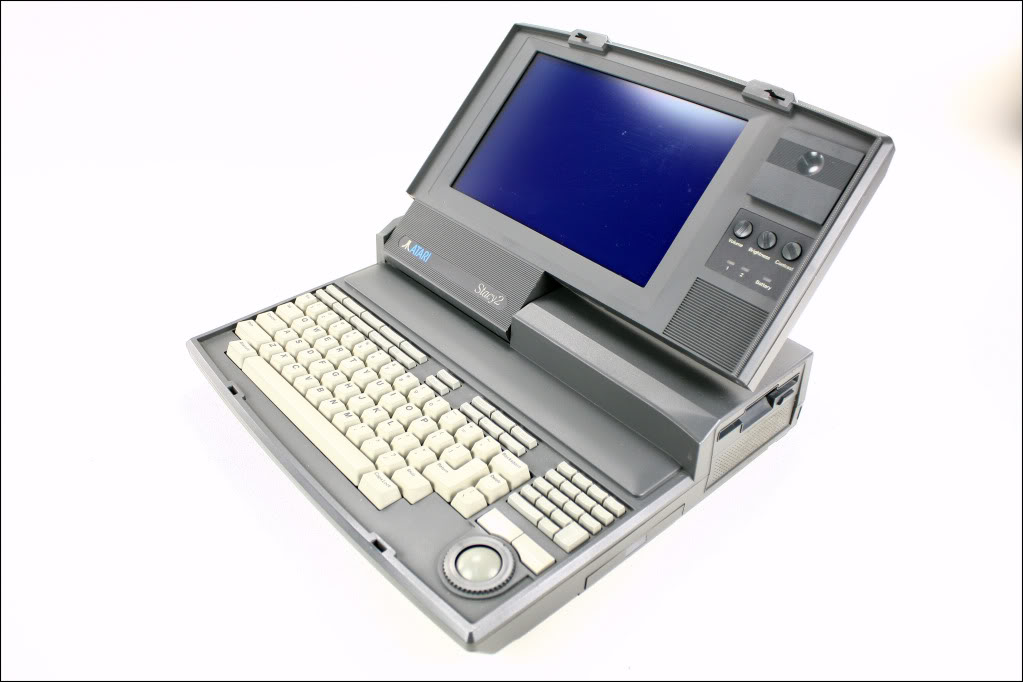
Atari Stacy
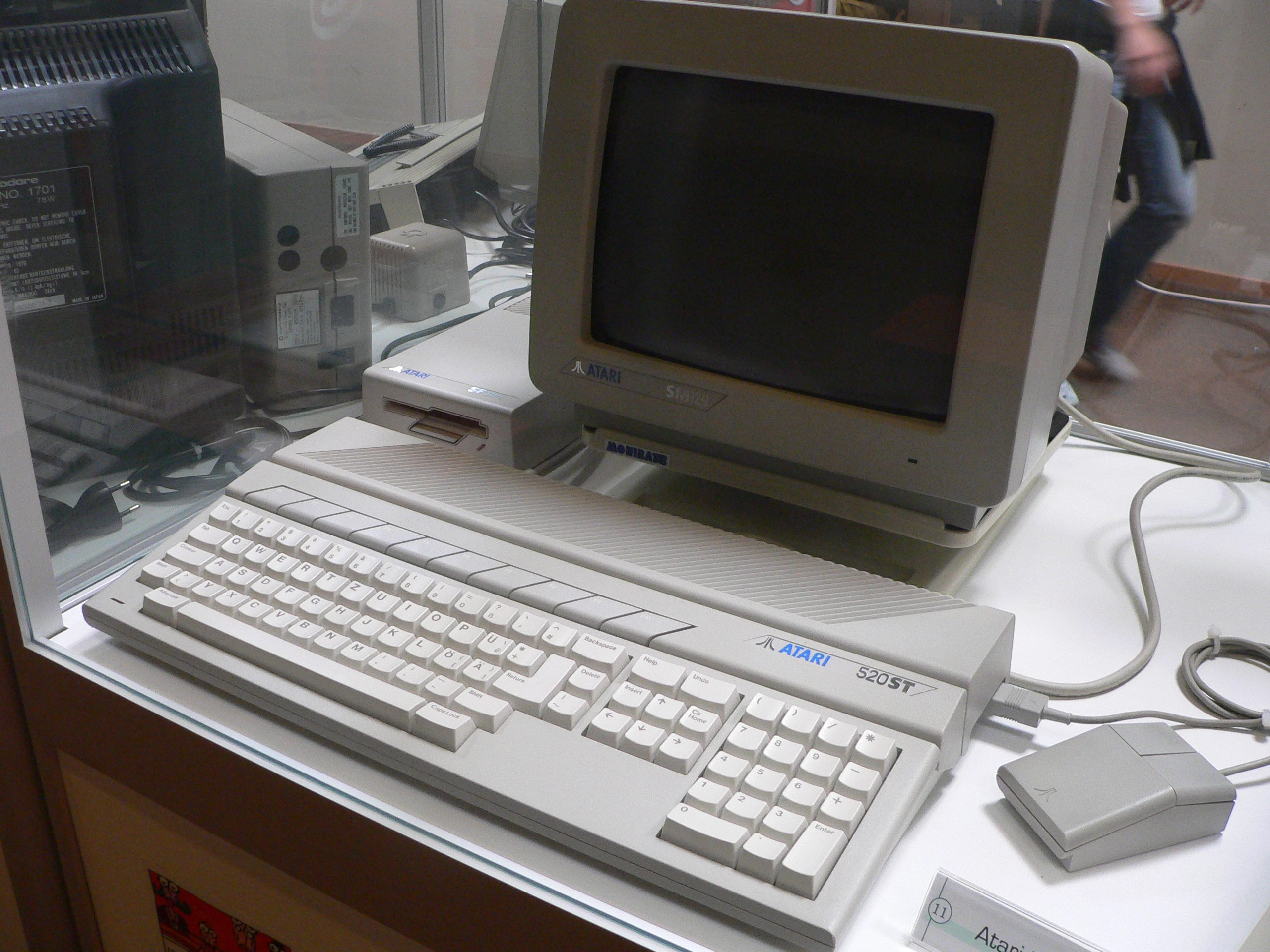
Atari 520ST
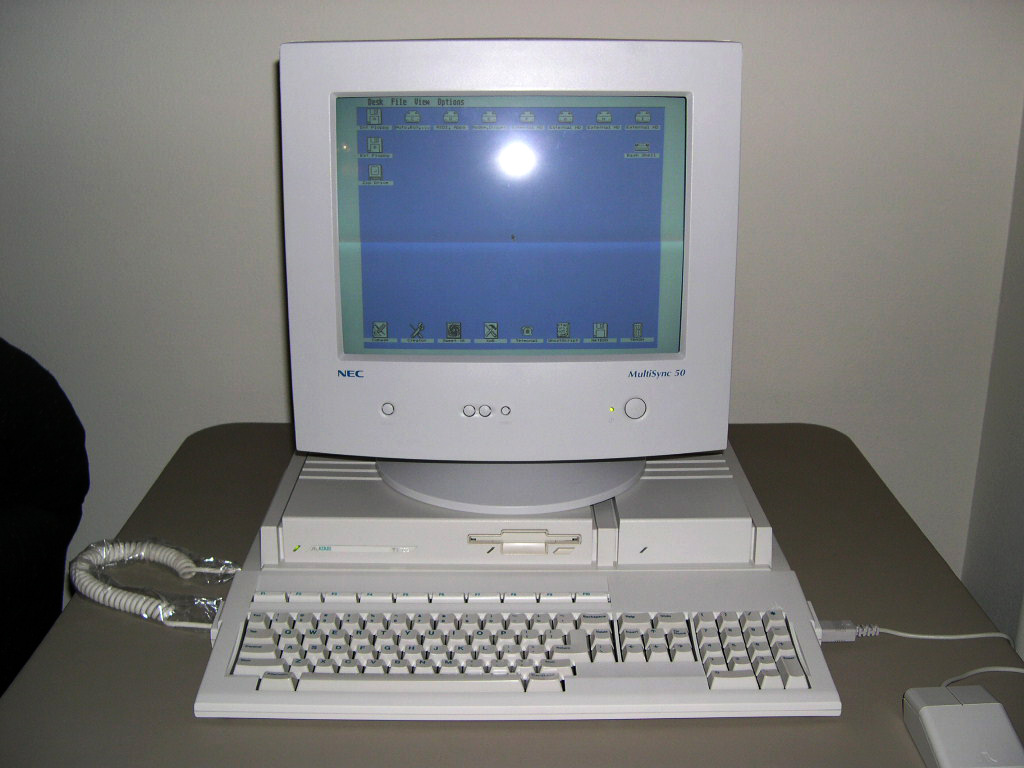
Atari TT
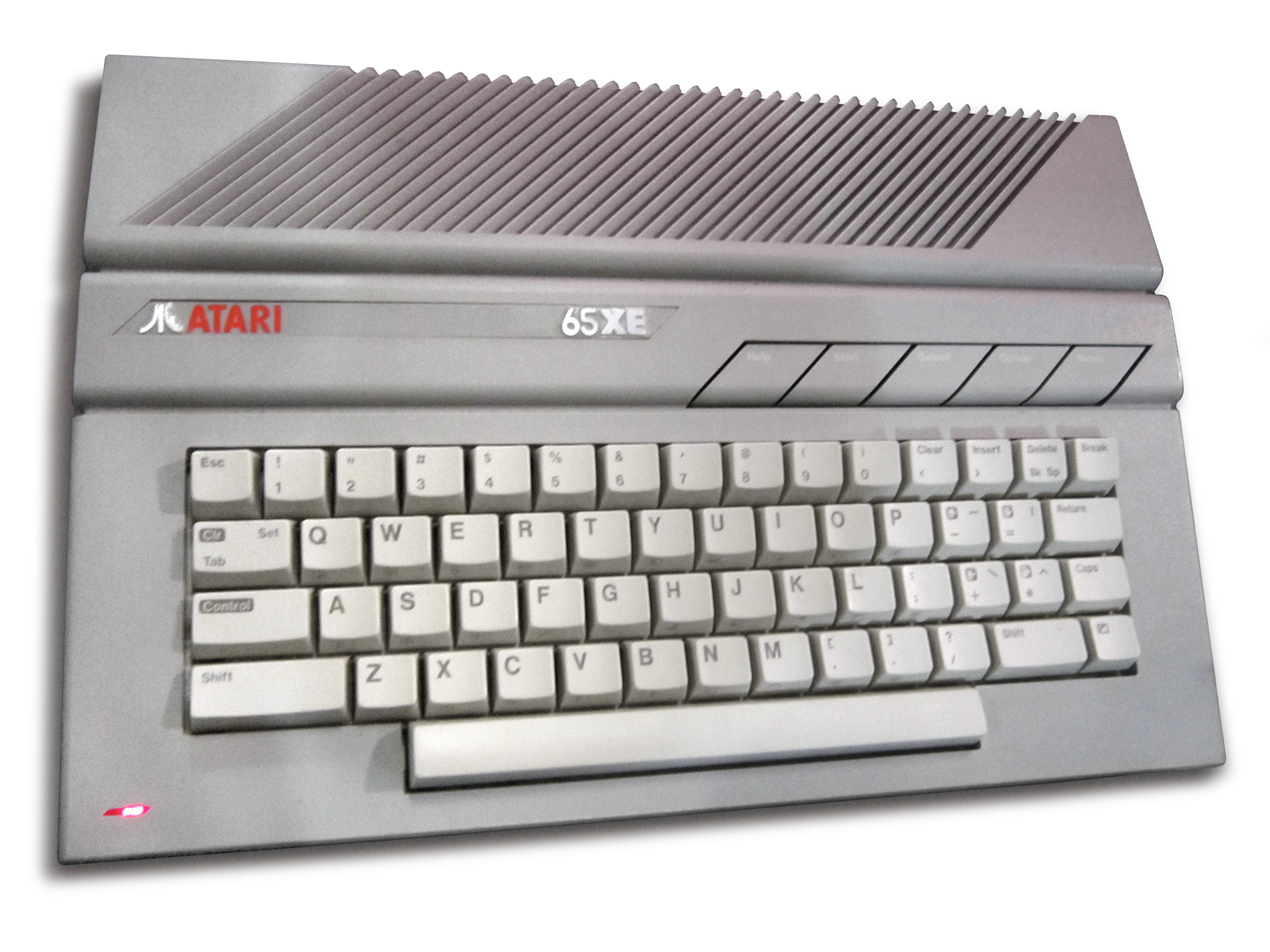
Atari 65XE
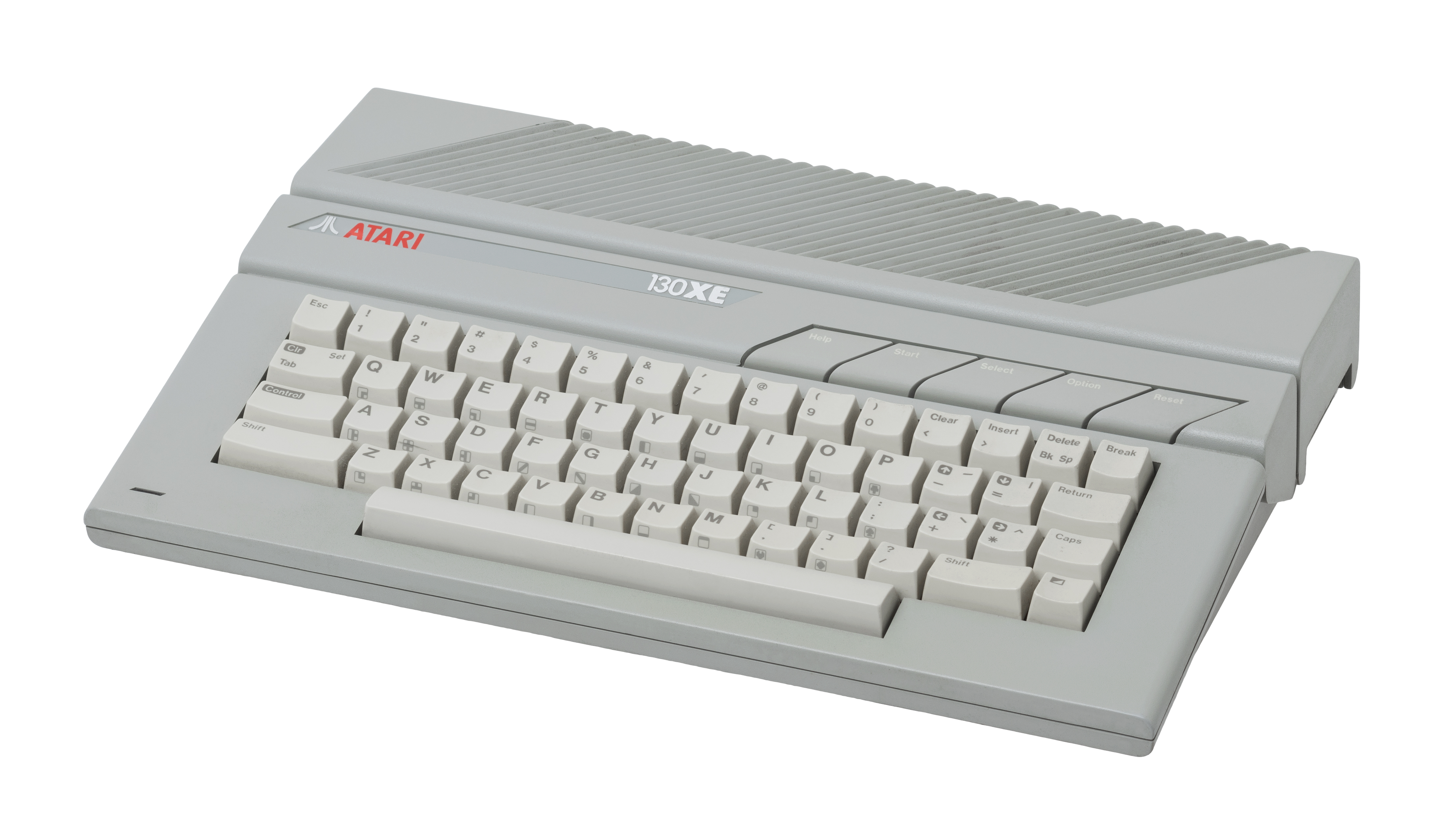
Atari 130XE

Consoles
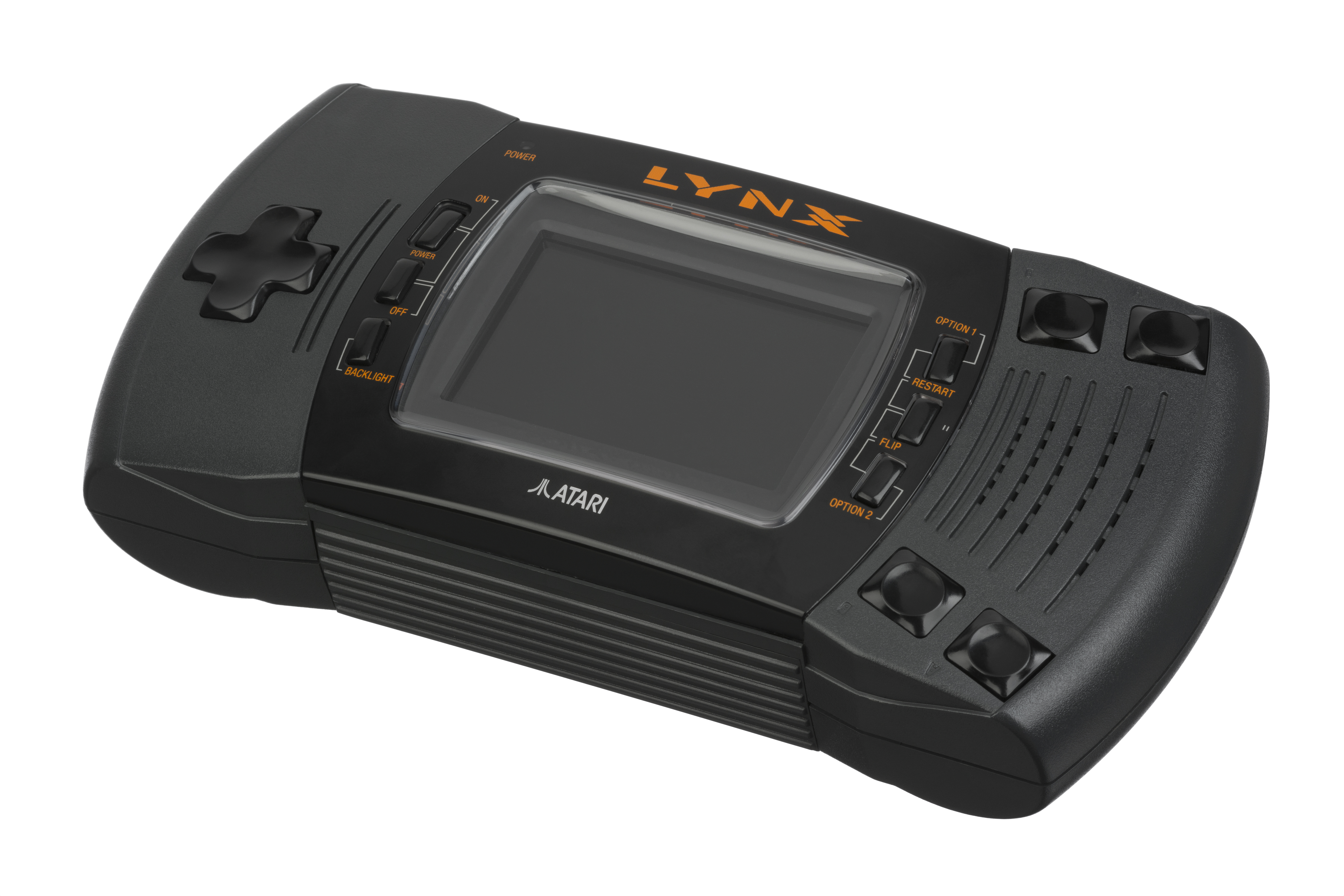
Lynx II
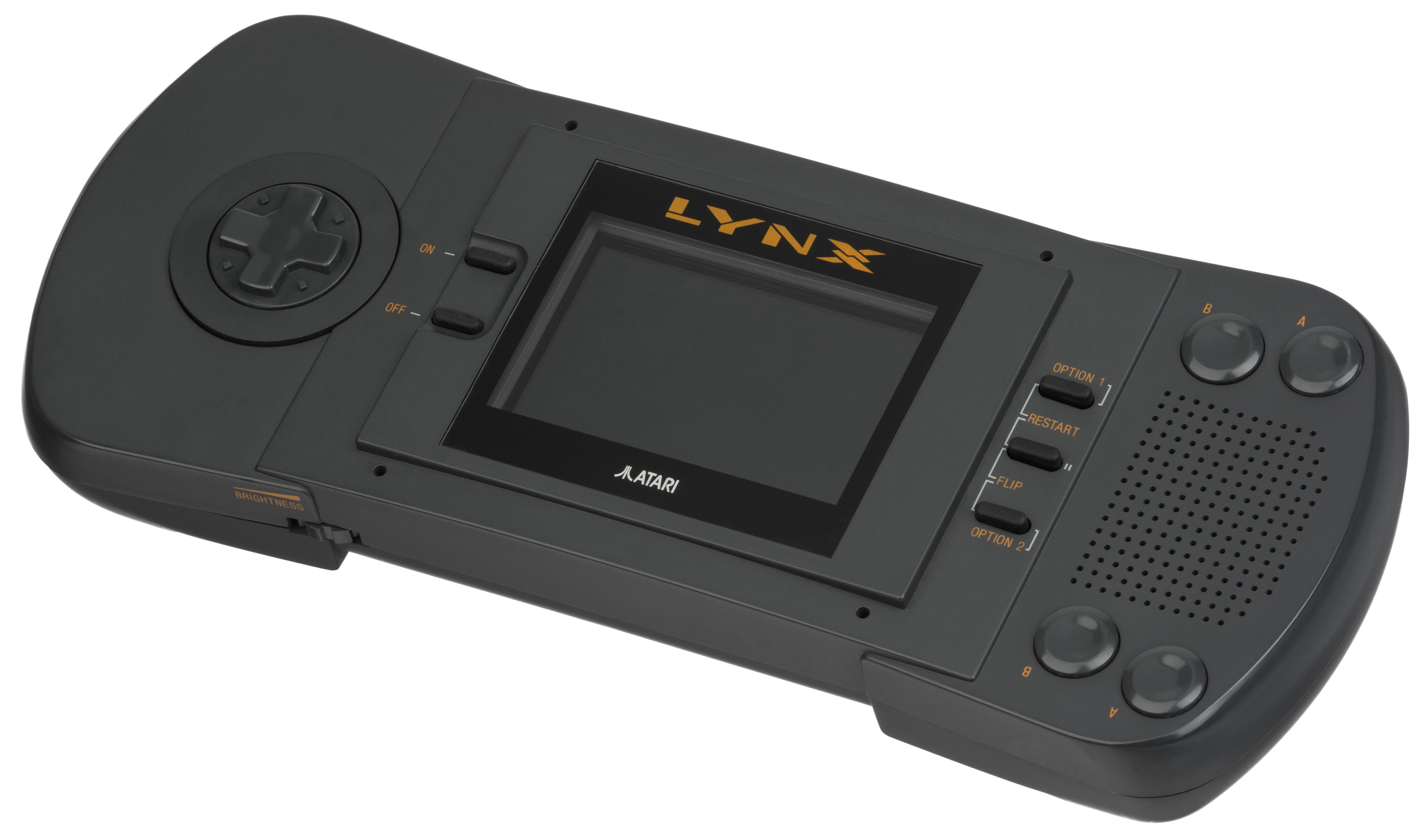
Lynx
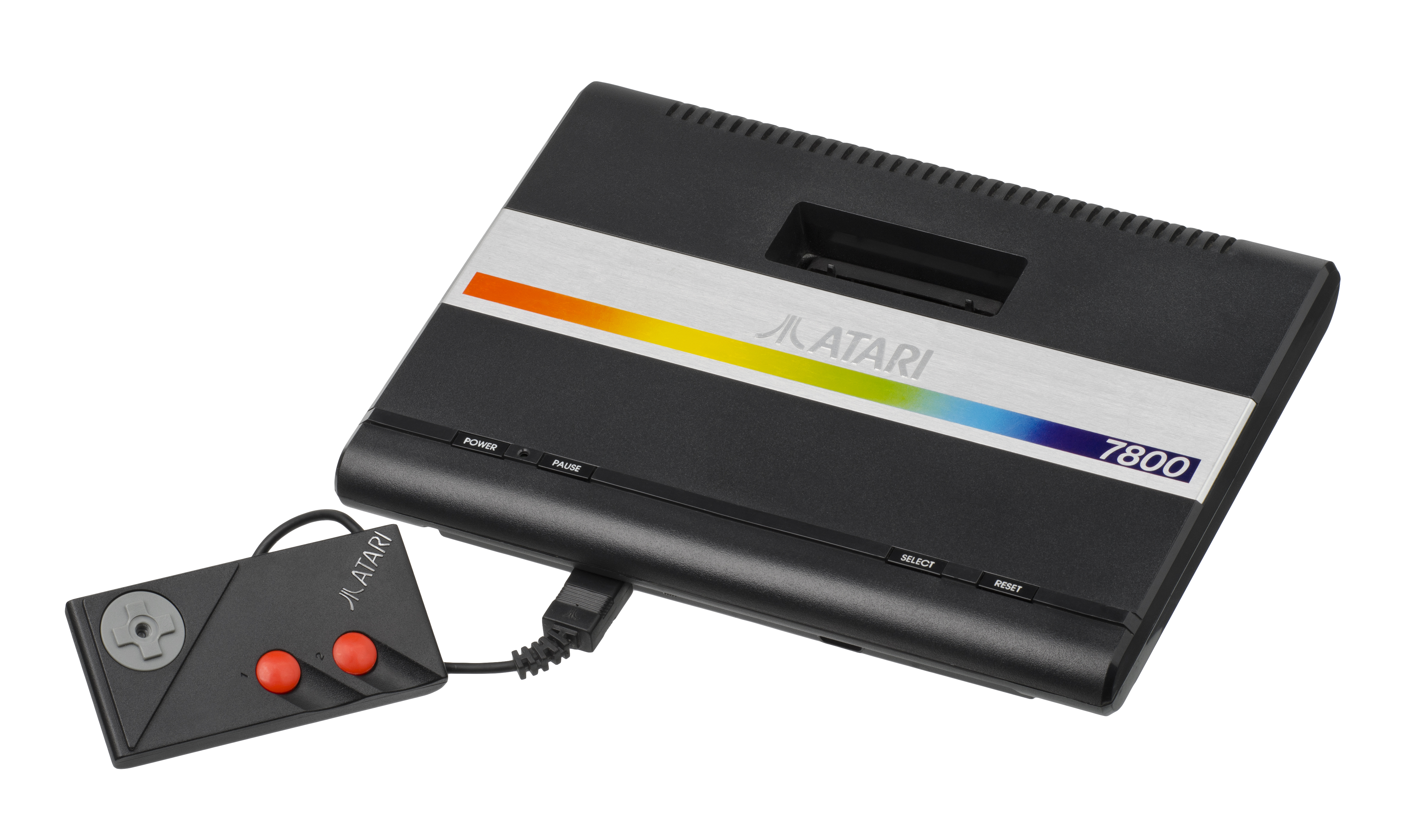
Atari 7800
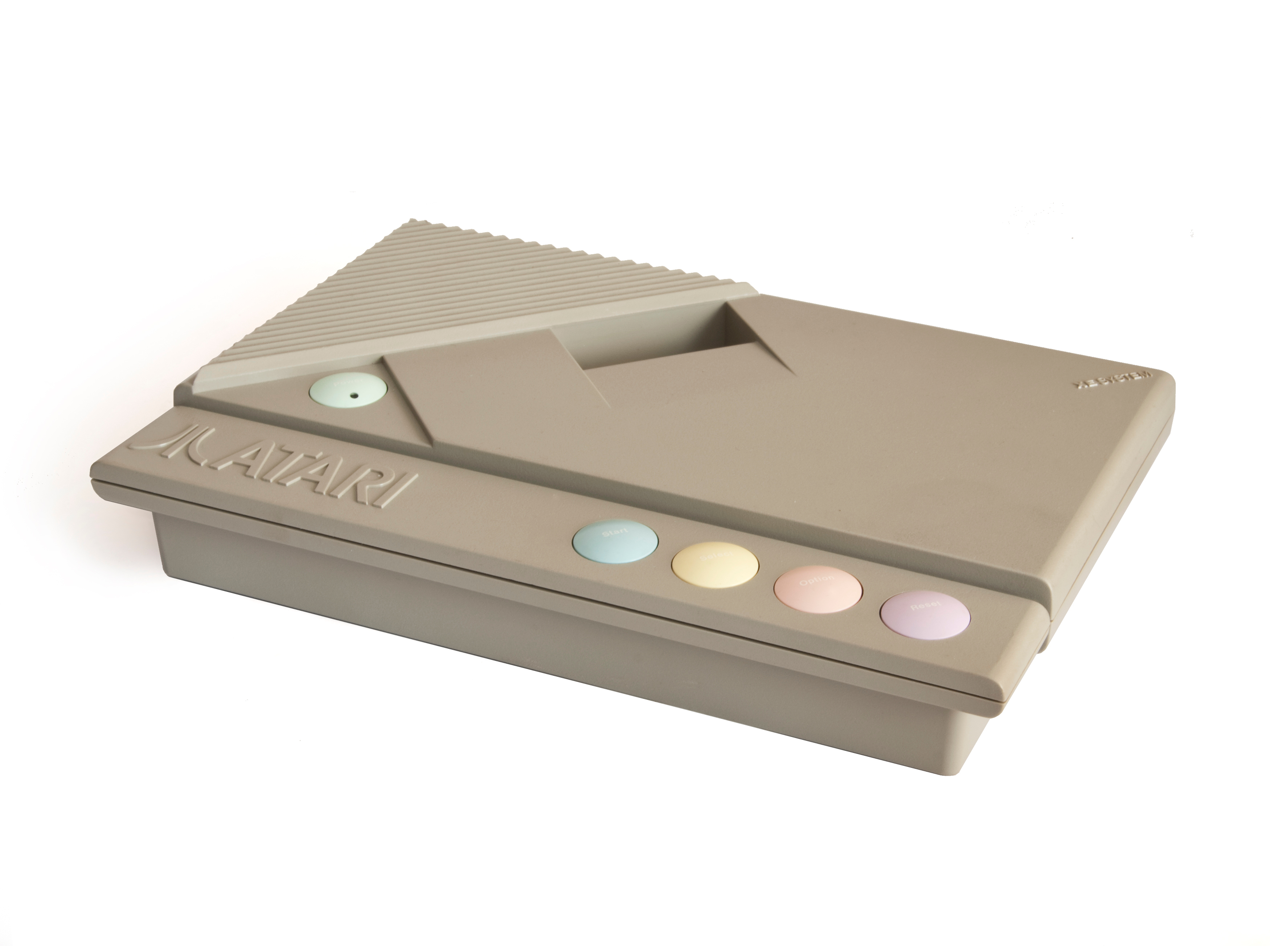
XE Game System
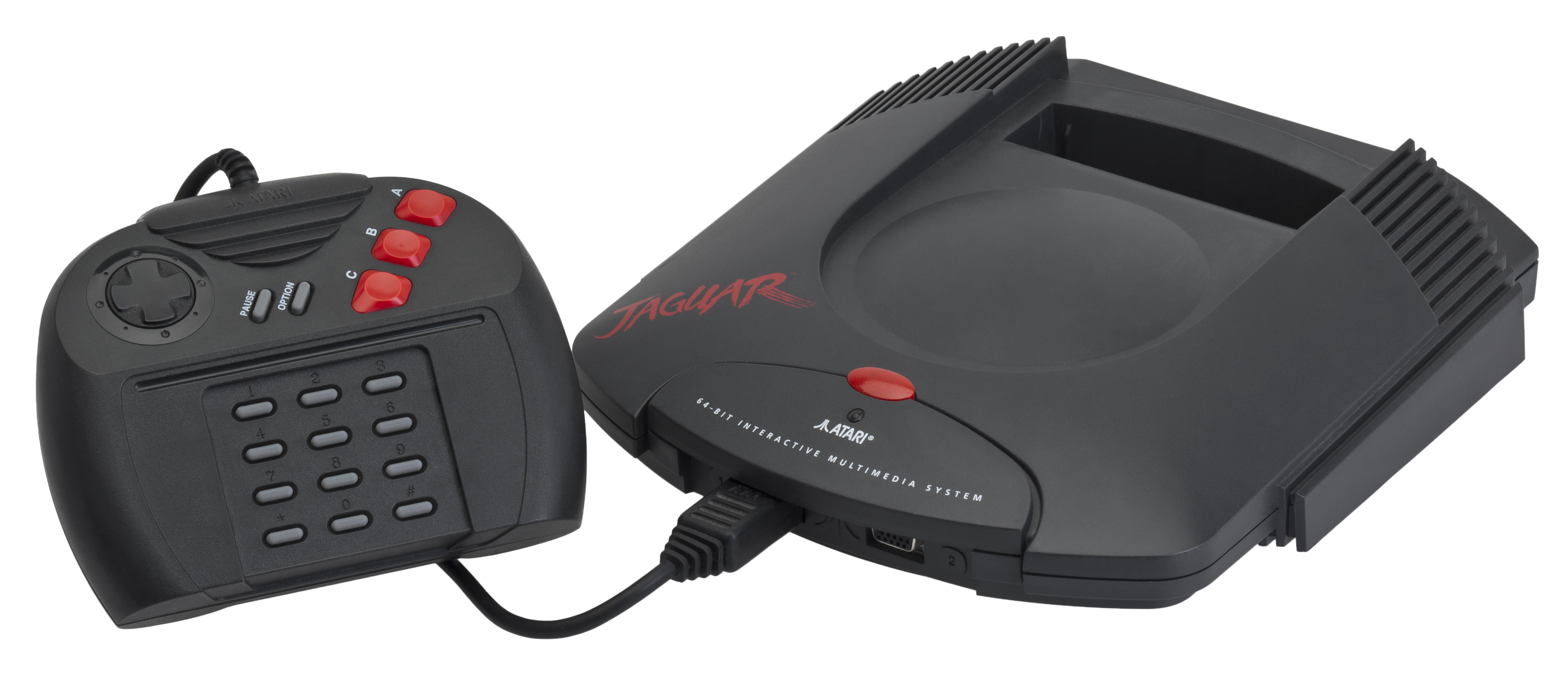
Jaguar
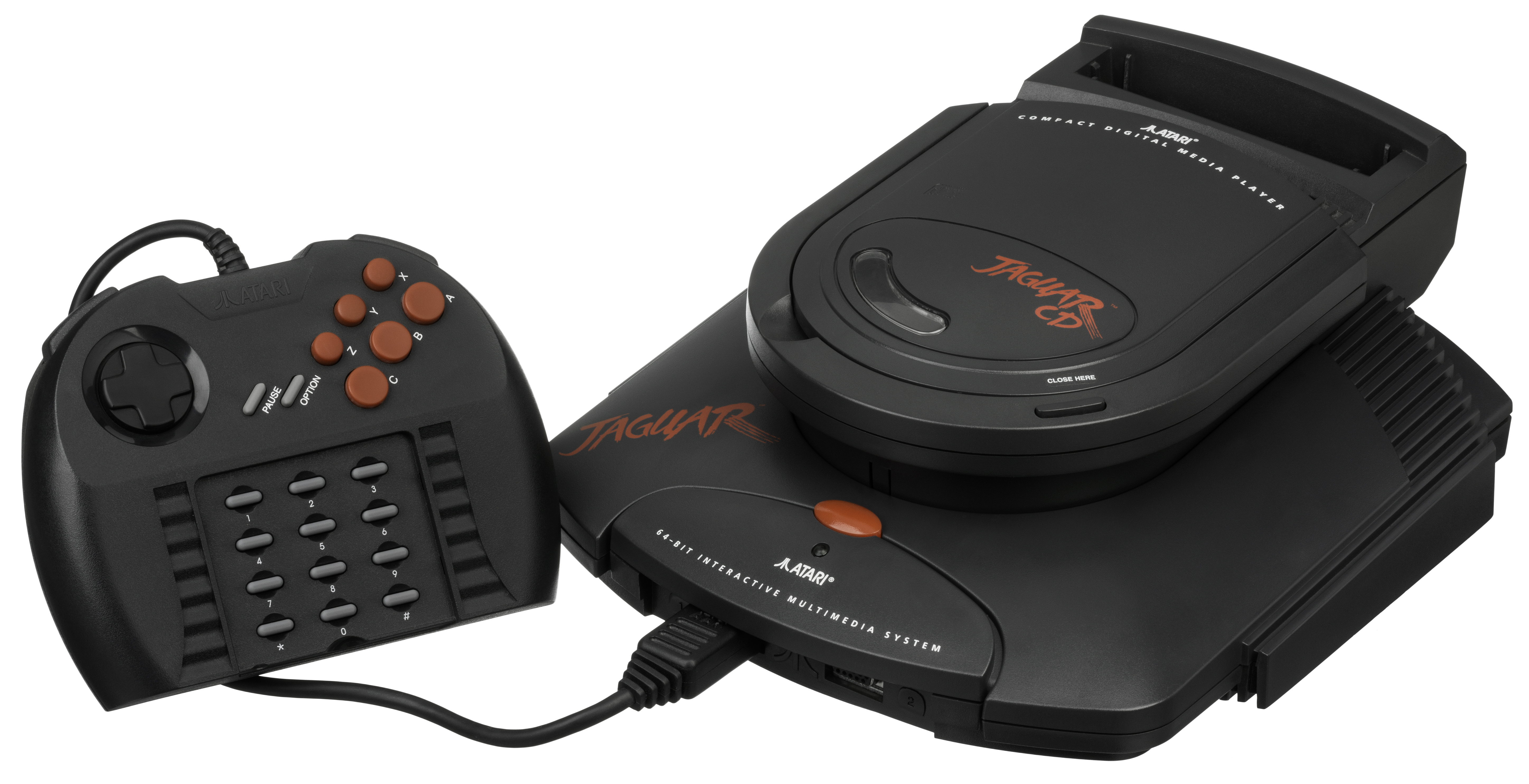
Jaguar CD